# Stazione di Rodels-Realta
La stazione di Rodels-Realta è una stazione della ferrovia Landquart-Coira-Thusis, gestita dalla Ferrovia Retica, serve i comuni di Domleschg (frazione Rodels) e Cazis (frazione Realta).

## Storia
La stazione entrò in funzione nel 1896 al completamento della linea Landquart-Coira-Thusis della Ferrovia Retica.